# Emilio Estevez
Emilio Estevez ( Staten Island, New York, 12. svibnja 1962.) američki je glumac, producent i scenarist. Karijeru je počeo kao glumac. Bio je dio tzv. "Brat Packa", skupine mladih glumaca popularnih tijekom 1980-ih (od ostalih tu se ubrajaju Demi Moore, Anthony Michael Hall, Rob Lowe, Andrew McCarthy, Judd Nelson, Molly Ringwald i Ally Sheedy), u filmovima Klub ranoranilaca,Vatra Svetog Elma te u hitu iz 1983. Outsideri. Poznat po ulogama u filmovima Repo Man, Moćne patke i nastavcima Zasjeda, Maximum Overdrive, Bobby (gdje je bio scenarist i producent) te u ulozima u vesternima kao Mladi revolveraši i nastavku Mladi revolveraši 2.
Najstariji je sin Martina Sheena i Janet Sheen r. Templeton. Po ocu "predanom katoliku" je španjolsko-galicijsko-irskih korijena, a po majci "striktnoj južnoj baptistkinji". Brat je Charlieja Sheena (r. kao Carlos Estevez), Ramona i Renée Estevez. 
Bio je 1983. – 1986. u vezi s Wilhelmininim modelom Carey Salley s kojom ima dvoje djece, 1986. – 1987. zaručen s Demi Moore. Bio je u braku s Paulom Abdul (1992. – 1994.). Od 2006. je zaručen s makedonskom spisateljicom Sonjom Magdevskom.
S filmskom umjetnošću došao je u dodir s 11 godina, kad je otac za njihovu obitelj kupio prijenosnu kameru. Estevez, njegov brat Charlie i njihovi srednjoškolski prijatelji Sean Penn, Chris Penn, Chad Lowe i Rob Lowe koristili su tu kameru radi snimanja kratkih filmova čiji je sadržaj pisao Emilio.

## Filmografija
| Godina | Film                         | Uloga                               | Napomene                                                        |
| ------ | ---------------------------- | ----------------------------------- | --------------------------------------------------------------- |
| 1979.  | Apokalipsa danas             | Messenger Boy                       | Prizori izbačeni u montaži.                                     |
| 1982.  | Tex                          | Johnny Collins                      |                                                                 |
| 1983.  | Outsideri                    | Keith "Two-Bit" Mathews             |                                                                 |
| 1983.  | Nightmares                   | J.J. Cooney                         | Segment: Bishop of Battle                                       |
| 1984.  | Utjerivač dugova             | Otto Maddox                         |                                                                 |
| 1985.  | Klub ranoranilaca            | Andrew Clark                        |                                                                 |
| 1985.  | Vatra svetog Elma            | Kirby "Kirbo" Keger                 |                                                                 |
| 1985.  | That Was Then... This Is Now | Mark Jennings                       | scenarist                                                       |
| 1986.  | Maksimalno ubrzanje          | Bill Robinson                       |                                                                 |
| 1986.  | Wisdom                       | John Wisdom                         | redatelj i scenarist                                            |
| 1987.  | Zasjeda                      | Det. Bill Reimers                   |                                                                 |
| 1988.  | Never on Tuesday             | Tow Truck Driver                    | Cameo role                                                      |
| 1988.  | Mladi revolveraši            | William H. ''Billy the Kid'' Bonney |                                                                 |
| 1990.  | Mladi revolveraši 2          | William H. ''Billy the Kid'' Bonney |                                                                 |
| 1990.  | Zaposleni ljudi              | James St. James                     | redatelj i scenarist                                            |
| 1992.  | Freejack                     | Alex Furlong                        |                                                                 |
| 1992.  | Moćne patke                  | Gordon Bombay                       |                                                                 |
| 1993.  | Besmrtno oružje              | Sgt. Jack Colt                      |                                                                 |
| 1993.  | Zasjeda                      | Det. Bill Reimers                   |                                                                 |
| 1993.  | Sudnji dan                   | Francis Howard "Frank" Wyatt        |                                                                 |
| 1994.  | Moćne patke 2                | Gordon Bombay                       |                                                                 |
| 1995.  | The Jerky Boys: The Movie    |                                     | samo izvršni producent                                          |
| 1996.  | Nemoguća misija              | Jack Harmon                         | nenaveden u popisu uloga                                        |
| 1996.  | The War at Home              | Jeremy Collier                      | redatelj i producent                                            |
| 1996.  | Moćne patke 3                | Gordon Bombay                       |                                                                 |
| 1998.  | Dolar za mrtvog              |                                     |                                                                 |
| 1999.  | Late Last Night              | Dan                                 |                                                                 |
| 2000.  | Sand                         | Trip                                |                                                                 |
| 2000.  | Zabranjeno                   | Jim Mitchell                        | redatelj                                                        |
| 2003.  | Sveta tri kralja             | Jimmy                               | nije naveden u popisu posuđenih glasova engleske sinkronizacije |
| 2005.  | The L.A. Riot Spectacular    | Laurence Powell                     |                                                                 |
| 2005.  | Culture Clash in AmeriCCa    |                                     | samo redatelj                                                   |
| 2006.  | Arthur u zemlji Minimoya     | Ferryman                            | posuđuje glas u engleskoj sinkronizaciji                        |
| 2006.  | Bobby                        | Tim Fallon                          | redatelj i scenarist                                            |
| 2010.  | Put                          | Daniel Avery                        | redatelj, scenarist i producent                                 |

## Vanjske poveznice
- Emilio Estevez u internetskoj bazi filmova IMDb-u (engl.)
- TVProfil Emilio Estevez
- Port.hr